# Rezerwat przyrody Białogóra
Białogóra – florystyczny rezerwat przyrody, który chroni fragmenty nadmorskiego lasu bagiennego oraz boru bażynowego. Lasy otaczają rozległe obniżenia terenu za wydmami, na których wykształciło się unikatowe w skali Polski torfowisko typu atlantyckiego (nawiązujące do wrzosowisk). Na wiosnę i częściowo latem stoi tu woda. Na kwaśnym podłożu występuje wiele rzadkich gatunków roślin typowych dla flory atlantyckiej: sit sztywny, woskownica europejska, wełnianeczka darniowa, wrzosiec bagienny, brzeżyca jednokwiatowa oraz trzy gatunki rosiczki. Rezerwat jest jednym z dwóch miejsc w Polsce, gdzie rośnie ponikło wielołodygowe, inną bardzo rzadką rośliną turzycowatą jest również przygiełka brunatna.
Rezerwat obejmuje obszar wydm i obniżeń międzywydmowych o powierzchni 211,56 ha. Leży w obrębie Nadmorskiego Parku Krajobrazowego.
Rezerwat został ustanowiony w 1973 r. i początkowo zajmował powierzchnię 55,27 ha.

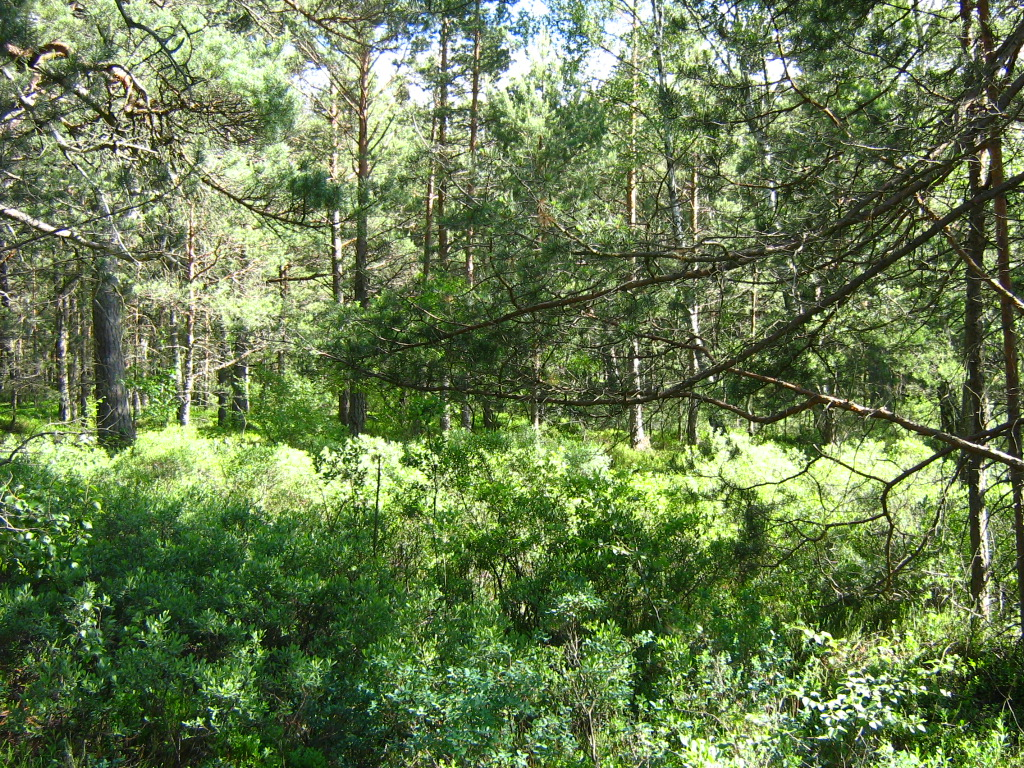
Bór bażynowy z woskownicą europejską
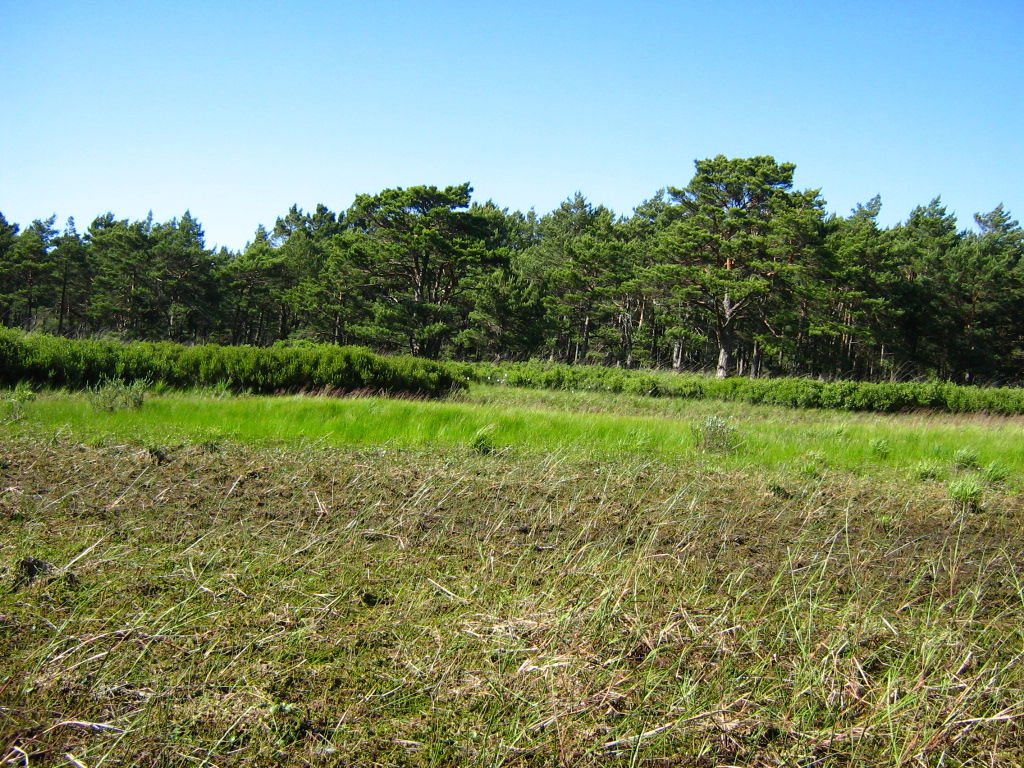
Wrzosowisko (torfowisko atlantyckie)